# 시린기오로 오르타이

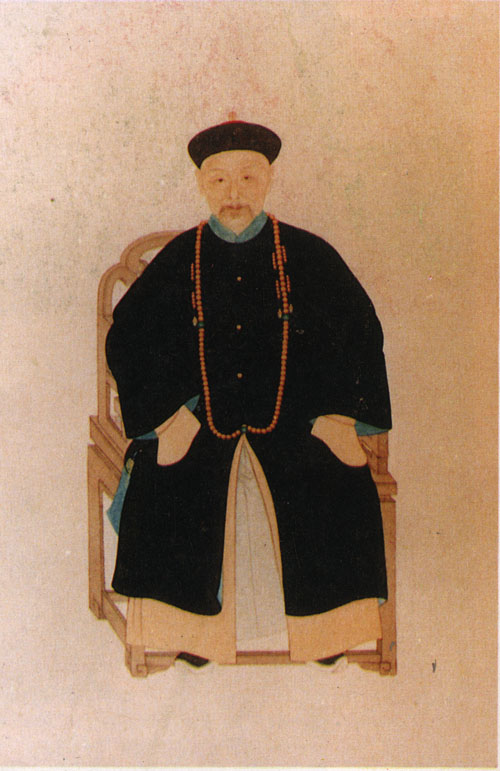

시린 교로 오르타이(만주어: ᠰᡳᠯᡳᠨ ᡤᡳᠣᡵᠣ
ᠣᡵᡨᠠᡳ Sirin Gioro Ortai, 한국 한자: 西林覺羅 鄂尔泰 서림각라 악이태, 1677년 ~ 1745년)는 청 제국 옹정제 때의 대신이다.

## 생애
만주 양람기(鑲藍旗) 시린 교로 할아 출신으로 운남, 귀주, 광서 3개 성의 총독(운귀총독)을 역임했으며, 전문경, 이위와 함께 옹정제가 가장 신뢰한 측근이었다.
옹정제 사후 장정옥과 함께 고명대신이 되었다. 장정옥과 함께 건륭제를 보좌하며 옹정제의 정책들을 폐기하는 데 앞장섰다.